# Kistufell (berg i Island, Austurland, lat 65,76, long -15,30)
Kistufell är ett berg i republiken Island. Det ligger i regionen Austurland, 400 km nordost om huvudstaden Reykjavík. Toppen på Kistufell är 821 meter över havet, eller 302 meter över den omgivande terrängen. Bredden vid basen är 10,1 km.
Trakten runt Kistufell är nära nog obefolkad, med mindre än två invånare per kvadratkilometer. Det finns inga samhällen i närheten. Trakten runt Kistufell består i huvudsak av gräsmarker.